# Douchka Esposito
 (novembre 2013).
Si vous disposez d'ouvrages ou d'articles de référence ou si vous connaissez des sites web de qualité traitant du thème abordé ici, merci de compléter l'article en donnant les références utiles à sa vérifiabilité et en les liant à la section « Notes et références ».
Pour les articles homonymes, voir Douchka et Esposito.
Douchka Bojidarka Esposito est une chanteuse, animatrice et écrivaine française, née le 26 juin 1963 à Saint-Cloud. Elle a été, sous le nom de Douchka, l'« ambassadrice » en France de The Walt Disney Company de 1984 à 1989.

## Biographie
Fille du poète Giani Esposito et de la comédienne Pascale Petit, Douchka Bojidarka Esposito, surnommée Douchka, née le 26 juin 1963 à Saint-Cloud, entre dans le milieu du spectacle dès son plus jeune âge.
À douze ans, elle devient mannequin pour l'agence Elite. En 1984, à vingt ans, elle devient l'« égérie » (ou ambassadrice) de Walt Disney en France, en partie grâce à son beau-père, le producteur Humbert Ibach (qui avait tenté auparavant, sans succès, de convaincre Karen Cheryl, qu'il avait alors sous contrat, d'accepter ce rôle,).
Douchka Esposito enregistre alors le single Mickey, Donald et moi, qui se vend à plus de 400 000 exemplaires, et est le 34e 45 tours le plus vendu de l'année 1984 en France. Elle enregistre ensuite un album par an jusqu'en 1987. Son premier album, Élémentaire, mon cher Baloo, sort en décembre 1984, suivi par l'album Taram et le Chaudron magique en 1985 (en concomitance avec la sortie du film de Disney éponyme), Basil en 1986 (en concomitance avec la sortie du film de Disney Basil, détective privé) et Bernard et Bianca en 1987.
Entre 1984 et 1988, elle classe 7 titres au Top 50 : 1,2,3 Mickey, Donald et moi, Élémentaire mon cher Baloo, Zorro... Je chante parce que je t'aime, La Chanson de Zorro, Taram et le chaudron magique, Basil détective privé et Bernard et Bianca.
Douchka interprète également le générique des deux nouvelles séries d'animation signées Disney, à savoir Les Gummi et Les Wuzzles.
La jeune artiste est citée aux Victoires de la musique en 1986.
En 1988, elle est co-animatrice de L'Été en baskets durant deux mois sur Antenne 2 aux côtés de Marie Dauphin, puis Bonjour les baskets durant quatre mois avec Claude Pierrard (ex Croque-vacances).
Néanmoins, dès la fin des années 1980, Douchka souhaite élargir son auditoire. Elle rompt son contrat avec Disney. The Walt Disney Company continue cependant à éditer de nouvelles compilations jusqu'en 1992, alors que la nouvelle égérie de la firme, Anne Meson, connaît à son tour le succès.
En 1996, elle publie, poussée par Francis Lalanne, L'Alchimie d'aimer, un recueil de poésies personnelles.
Mais en 1997, sous le nom de Douchka Esposito, elle redevient chanteuse pour enfants en interprétant la bande-originale du dessin animé Princesse Sissi, diffusé sur France 3. L'année suivante, elle sort le single Daydream, dont elle signe le texte.
En octobre 1999, Douchka accepte de poser nue pour le magazine Entrevue,,. Elle participe, du 5 février 2005 au 5 mars 2005 à l'émission de télé réalité Première compagnie sur TF1. Elle devient ensuite l'une des animatrices de Téléshopping sur la même chaîne. En 2006, Douchka signe un nouveau contrat[source secondaire souhaitée] et enregistre le single Per le vie.
Longuement préparé, son nouvel album intitulé Bojidarka, largement autobiographique et dont les chansons sont pour la plupart écrites par l'artiste elle-même, sort en novembre 2009. À cette occasion, la chanteuse change son nom de scène ; elle s'appelle désormais Douchka Esposito. C’est un échec commercial : il ne se vend qu'à 2 000 exemplaires.
En 2011, Douchka essaie de revenir sur le devant la scène en publiant un livre autobiographique, Mes ailes brûlées.
En 2012, elle joue dans un épisode de la série de réalité scénarisée de France 2, Le Jour où tout a basculé.
En mars 2012, elle chante à l'Opéra de Marseille dans un concert organisé par le Comité du Vieux-Marseille et intitulé Marseille en musique reprenant tous les compositeurs marseillais du XVIIe au XXIe siècle.
En 2013, l'émission télévisée The Voice, la plus belle voix la sollicite pour se présenter aux castings. Elle participe aux auditions de la troisième saison. La prestation de la chanteuse diffusée le 25 janvier 2014 ne convainc aucun coach,.
En 2015, elle participe à la téléréalité Las Vegas Academy sur W9.

## Discographie

### Albums
- 1984 : Élémentaire, mon cher Baloo
- 1985 : Taram et le Chaudron magique
- 1986 : Basil
- 1987 : Bernard et Bianca
- 1997 : Princesse Sissi
- 2009 : Bojidarka
- 2018 : Le clown
- 2024 : Au fond du cœur, hommage à mon père Giani

### Compilations
- 1987 : Top Douchka volume 1
- 1988 : Top Douchka volume 2
- 1989 : Disney danse
- 1991 : Hits originaux
- 1991 : Top Douchka des dessins animés
- 1991 : Les grands succès volume 1
- 1991 : Les grands succès volume 2
- 1992 : Les rêves magiques volume 1
- 1992 : Les rêves magiques volume 2
- 1992 : Les No 1 des dessins animés
- 2024 : Singles Vol. 1
- 2025 : Best Of

### Singles
| Année          | Titre                                                                     | Meilleur classement | Album                        |
| Année          | Titre                                                                     | FR                  | Album                        |
| Sous Disney    | Sous Disney                                                               | Sous Disney         | Sous Disney                  |
| -------------- | ------------------------------------------------------------------------- | ------------------- | ---------------------------- |
| 1984           | (1, 2, 3) Mickey, Donald et moi…                                          | 12                  | Élémentaire, mon cher Baloo  |
| 1984           | Élémentaire, mon cher Baloo                                               | 11                  | Élémentaire, mon cher Baloo  |
| 1984           | Robin des Bois des grandes cités                                          | -                   | Élémentaire, mon cher Baloo  |
| 1984           | Happy Brthday Mr. Donald                                                  | -                   | Élémentaire, mon cher Baloo  |
| 1985           | Goofy, le meilleur                                                        | -                   | Taram et le Chaudron magique |
| 1985           | Zorro… Je chante parce que je t'aime                                      | 49                  | Taram et le Chaudron magique |
| 1985           | La Chanson de Zorro                                                       | 16                  | Taram et le Chaudron magique |
| 1985           | Taram et le Chaudron magique                                              | 24                  | Taram et le Chaudron magique |
| 1986           | Davy Crockett                                                             | -                   | Taram et le Chaudron magique |
| 1986           | Les Gummi                                                                 | -                   | Basil                        |
| 1986           | Basil, détective privé                                                    | 37                  | Basil                        |
| 1987           | Comme le dit toujours mon père                                            | -                   | Bernard et Bianca            |
| 1987           | Bernard et Bianca                                                         | 48                  | Bernard et Bianca            |
| 1988           | Le Livre de la jungle [I Wanna Be Like You] (avec Le Golden Gate Quartet) | -                   | Disney danse                 |
| 1988           | Les Aristochats                                                           | -                   | Disney danse                 |
| 1988           | Tout le monde rêve d'être un chat                                         | -                   | Disney danse                 |
| 1988           | Happy Birthday Mickey                                                     | -                   | Disney danse                 |
| 1989           | Disney Danse Medley                                                       | -                   | Disney danse                 |
| L'après Disney |                                                                           |                     |                              |
| 1997           | Rien ni personne                                                          | -                   | Princesse Sissi              |
| 1997           | Si simplement Sissi                                                       | -                   | Princesse Sissi              |
| 1998           | Day Dream                                                                 | -                   | /                            |

## Écrits
- L'Alchimie d'aimer, préface Francis Lalanne. Paris : Belles lettres, coll. "Le cercle des poètes", 1997, 80 p.  (ISBN 2-251-71000-0)
- Mes ailes brûlées, préface Jésus Villanueva. Monaco : Éditions du Rocher, 2011, 302 p.  (ISBN 978-2-268-07108-4)
- Vita Poetica - 1996-2024, préface Meik Reinhardt. Paris : Le Lys Bleu éditions, 2024, 352 p.  (ISBN 979-10-422-4709-6)